# Freddy Enrique Vargas Piñero
Freddy Enrique Vargas Piñero (Barquisimeto, 1º aprile 1999) è un calciatore venezuelano, attaccante del Neftçi Baku, in prestito dal Maccabi Netanya, e della nazionale venezuelana.

## Carriera

### Club
Cresciuto nel settore giovanile del Deportivo Lara, ha esordito in prima squadra il 27 febbraio 2017 disputando l'incontro di Primera División vinto 6-0 contro la Portuguesa FC.
Il 15 gennaio 2021 è stato acquistato a titolo temporaneo dalla squadra statunitense del FC Dallas.

## Statistiche

### Presenze e reti nei club
Statistiche aggiornate al 22 gennaio 2021.
| Stagione        | Squadra         | Campionato      | Campionato | Campionato | Coppe nazionali | Coppe nazionali | Coppe nazionali | Coppe continentali | Coppe continentali | Coppe continentali | Altre coppe | Altre coppe | Altre coppe | Totale | Totale |
| Stagione        | Squadra         | Comp            | Pres       | Reti       | Comp            | Pres            | Reti            | Comp               | Pres               | Reti               | Comp        | Pres        | Reti        | Pres   | Reti   |
| --------------- | --------------- | --------------- | ---------- | ---------- | --------------- | --------------- | --------------- | ------------------ | ------------------ | ------------------ | ----------- | ----------- | ----------- | ------ | ------ |
| 2017            | Deportivo Lara  | PD              | 26         | 1          | CV              | 2               | 1               |                    | -                  | -                  |             | -           | -           | 28     | 2      |
| 2018            | Deportivo Lara  | PD              | 25         | 2          | CV              | 0               | 0               | CL                 | 1                  | 0                  |             | -           | -           | 26     | 2      |
| 2019            | Deportivo Lara  | PD              | 28         | 2          | CV              | 1               | 0               | CL+CS              | 6+2                | 1+0                |             | -           | -           | 37     | 2      |
| 2020            | Deportivo Lara  | PD              | 22         | 5          | CV              | 0               | 0               |                    | -                  | -                  |             | -           | -           | 22     | 5      |
| Totale carriera | Totale carriera | Totale carriera | 101        | 10         |                 | 3               | 1               |                    | 9                  | 1                  |             | -           | -           | 113    | 12     |

### Cronologia presenze e reti in nazionale
| Cronologia completa delle presenze e delle reti in nazionale ― Venezuela | Cronologia completa delle presenze e delle reti in nazionale ― Venezuela | Cronologia completa delle presenze e delle reti in nazionale ― Venezuela | Cronologia completa delle presenze e delle reti in nazionale ― Venezuela | Cronologia completa delle presenze e delle reti in nazionale ― Venezuela | Cronologia completa delle presenze e delle reti in nazionale ― Venezuela | Cronologia completa delle presenze e delle reti in nazionale ― Venezuela | Cronologia completa delle presenze e delle reti in nazionale ― Venezuela |
| Data                                                                     | Città                                                                    | In casa                                                                  | Risultato                                                                | Ospiti                                                                   | Competizione                                                             | Reti                                                                     | Note                                                                     |
| ------------------------------------------------------------------------ | ------------------------------------------------------------------------ | ------------------------------------------------------------------------ | ------------------------------------------------------------------------ | ------------------------------------------------------------------------ | ------------------------------------------------------------------------ | ------------------------------------------------------------------------ | ------------------------------------------------------------------------ |
| 9-9-2021                                                                 | Asunción                                                                 | Paraguay                                                                 | 2 – 1                                                                    | Venezuela                                                                | Qual. Mondiali 2022                                                      | -                                                                        | 73’                                                                      |
| 20-11-2022                                                               | Dubai                                                                    | Siria                                                                    | 1 – 2                                                                    | Venezuela                                                                | Amichevole                                                               | -                                                                        | 83’                                                                      |
| 21-3-2025                                                                | Quito                                                                    | Ecuador                                                                  | 2 – 1                                                                    | Venezuela                                                                | Qual. Mondiali 2026                                                      | -                                                                        | 61’ 63’ 77’                                                              |
| Totale                                                                   |                                                                          | Presenze                                                                 | 3                                                                        |                                                                          | Reti                                                                     | 0                                                                        |                                                                          |